# 加藤暁彦
加藤 暁彦（かとう あきひこ、1982年10月6日 - ）は、茨城県鹿嶋市出身の元プロ野球選手（内野手）。右投右打。実兄は元プロサッカー選手の加藤慎也。

## 来歴・人物
2年次にセンバツに出場する。玉野光南高校に敗れはしたが、自身は3番打者として4打数2安打と結果を残した。3年次には4番打者を務めていた。ちなみに3番打者は後藤伸也である。なお渡辺雅弘ともチームメイトである。
2000年のドラフト会議にて、福岡ダイエーホークスから3位指名を受け入団。入団時はパワーあふれる打撃がセールスポイントであった。
プロ一年目である2001年シーズンは、ファームで経験を積んだ。33試合に出場し、守備位置は投手と捕手以外の全ての内野守備をこなした。守備位置の内訳は一塁手が9試合、二塁手が11試合、三塁手が4試合、遊撃手が7試合であった。ただし、打撃成績は低調で打率.180、1本塁打、5打点という成績であった。
2002年シーズンも、引き続きファームでのみの出場にとどまるも、ファームでの出場試合数は73試合にものぼった。一塁手として14試合、二塁手として26試合、三塁手として25試合、遊撃手として8試合に出場し、1年目のシーズン同様、投手と捕手以外全ての内野守備をこなした。しかし打撃成績は引き続き低調で打率.196、1本塁打、12打点という成績であった。同年唯一の本塁打は近藤一樹から放ったものである。
2003年シーズンはファームで55試合に出場し、出場機会に恵まれたものの、打撃成績は打率.217、0本塁打、6打点と前年までの課題である打力不足に悩まされた。
2004年シーズンは5月に一軍に昇格し、5月15日の試合で藤田宗一から2点適時打を放つ。2軍での成績は58試合に出場し、課題の打撃は打率.311、4本塁打、21打点と好調であった。
2005年を最後に現役を引退し、ソフトバンクのスコアラーに転身した。

## 詳細情報

### 年度別打撃成績
| 年 度     | 球 団     | 試 合 | 打 席 | 打 数 | 得 点 | 安 打 | 二 塁 打 | 三 塁 打 | 本 塁 打 | 塁 打 | 打 点 | 盗 塁 | 盗 塁 死 | 犠 打 | 犠 飛 | 四 球 | 敬 遠 | 死 球 | 三 振 | 併 殺 打 | 打 率 | 出 塁 率 | 長 打 率 | O P S |
| --------- | --------- | ----- | ----- | ----- | ----- | ----- | -------- | -------- | -------- | ----- | ----- | ----- | -------- | ----- | ----- | ----- | ----- | ----- | ----- | -------- | ----- | -------- | -------- | ----- |
| 2004      | ダイエー  | 4     | 4     | 4     | 0     | 1     | 0        | 0        | 0        | 1     | 2     | 0     | 0        | 0     | 0     | 0     | 0     | 0     | 2     | 0        | .250  | .250     | .250     | .500  |
| 通算：1年 | 通算：1年 | 4     | 4     | 4     | 0     | 1     | 0        | 0        | 0        | 1     | 2     | 0     | 0        | 0     | 0     | 0     | 0     | 0     | 2     | 0        | .250  | .250     | .250     | .500  |

### 記録
- 初出場：2004年5月15日、対千葉ロッテマリーンズ8回戦（千葉マリンスタジアム）、8回表に荒金久雄の代打で出場
- 初打席・初安打・初打点：同上、8回表に藤田宗一から中前2点適時打

### 背番号
- 40 （2001年 - 2005年）